# Agdamski rajon
Agdamski rajon (azerski: Ağdam rayonu, armenski: Աղդաշի շրջան) je jedan od 66 azerbajdžanskih rajona. Agdamski rajon se nalazi u unutrašnjosti Azerbajdžana. Rajon je dobio ime po gradu Agdamu koji je bio središte rajona do 1999. kada ga je zamijenio Aljibejli. Površina Agdamskog rajona iznosi 1.150 km². Agdamski rajon je prema popisu stanovništva iz 2009. imao 175.577 stanovnika, od čega su 85.689 muškarci, a 89.888 žene.
Agdamski rajon se sastoji od 14 seoskih općina.
Veći dio rajona je u Prvog rata u gorskom Karabahu došao pod kontrolu Gorskog Karabaha, a u drugom ratu 2020. je skoro cijeli vraćen pod nadzor Azerbajdžana.